# 武州 (唐朝)
武州，唐朝时设置的州。
唐僖宗光启二年（886年），幽州节度使李匡威奏请分怀戎县置文德县，设为武州，治所文德县（今河北省张家口市宣化区）。唐朝灭亡後，属刘守光。913年，李存勖灭刘守光，领有武州。916年、921年，两次被辽朝占据，924年，后唐将武州改属威塞軍節度使。930年，武州改为毅州。934年，恢复武州之名。938年，武州作为燕云十六州之一，由后晋石敬瑭献给辽朝耶律德光。辽朝改名归化州。
武州刺史
- 李仁宗（890年）